# Ypsilorchis fissipetala
Ypsilorchis fissipetala är en orkidéart som först beskrevs av Achille Eugène Finet, och fick sitt nu gällande namn av Z.J.Liu, S.C.Chen och L.J.Chen. Ypsilorchis fissipetala ingår i släktet Ypsilorchis och familjen orkidéer. Inga underarter finns listade i Catalogue of Life.